# آدا غينتايل
آدا غينتايل (بالإيطالية: Ada Gentile)‏ هي معلمة موسيقى وملحنة وعازفة بيانو إيطالية، ولدت في 26 يوليو 1947 في أفيتسانو في إيطاليا.